# Pamela Björkman
Pamela Jane Björkman, född 1956 i i Portland i Oregon i USA, är en amerikansk biokemist. Hon är professor i biologi och biologisk teknologi på California Institute of Technology. Hennes forskning rör studium av tredimensionella strukturer hos sådana proteiner som är involverade i immunsystemets försvar mot virus.
Pamela Björkman tog kandidatexamen i kemi på University of Oregon i Portland. Hon disputerade på Harvard University 1984 och blev biträdande professor på California Institute of Technology 1989 och senare professor där.
Hennes laboratorium arbetar med immunsystemets identifiering av sjukdomsframkallande virus i syfte att utveckla bättre behandlingsmetoder mot snabb-utvecklande virus som HIV-1. 
Pamela Björkman är gift med neurobiologen Kai Zinn. Paret har två barn.